# Filip Počta
Filip Počta ( 1859-1924) foi um geólogo e paleontólogo checo.
Participou  com a descrição dos Briozoários, Hidrozoários, Antozoários e octocorais, parte  dos 22 volumes do "Système silurien du centre de la Bohême", obra  iniciada por Joachim Barrande ( 1799-1883)